# 파이오니어역

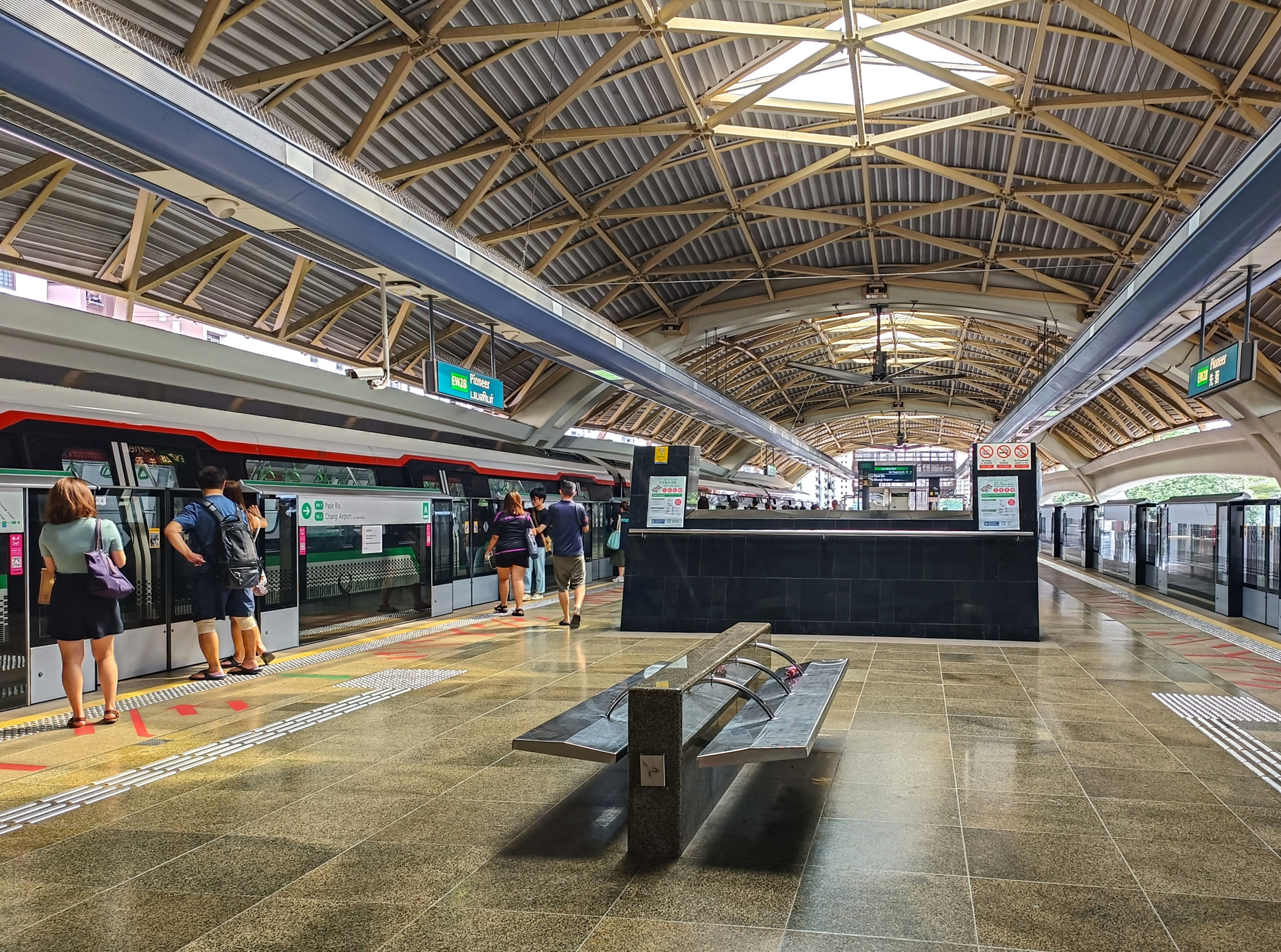

파이오니어역(Pioneer MRT station)은 싱가포르의 대중교통 역이다. MRT 이스트웨스트선의 일부이며 파이오니어의 주거 단지에 서비스를 제공한다. 이 역은 주롱 웨스트 스트리트 63을 따라 위치해 있으며 지역 주민과 방문객에게 편리한 교통 수단을 제공한다.
이름에도 불구하고 파이오니어 스테이션은 파이오니어 계획 구역 내에 물리적으로 위치하지 않는다. 오히려 그 이름은 역 서쪽의 남북 방향으로 이어지는 주요 도로인 파이오니어 로드 노스에서 유래되었다. 파이오니어역은 현재 주롱 지역 MRT 노선의 난양 게이트웨이 역과 난양 초승달 역이 개통되는 2029년까지 난양 기술대학교에서 가장 가까운 MRT 역이다.
이는 인근 주민의 프라이버시를 보장하기 위해 동쪽 플랫폼의 선로를 따라 구축된 프라이버시 스크린을 갖춘 MRT 네트워크의 두 지상 역 중 하나이다. 다른 역은 마실링 MRT 역이다.